# Куцепалова, Евгения Владимировна
Евгения Владимировна Куцепалова (7 июня 1978, Дивногорск, Красноярский край) — российская и белорусская биатлонистка, участница зимних Олимпийских игр 2002 года, Кубка и чемпионата мира в составе сборной Беларуси, призёр чемпионата России по биатлону, серебряный призёр чемпионата мира по летнему биатлону. Мастер спорта Республики Беларусь международного класса (2002).

## Биография
На чемпионате мира среди юниоров 1998 года в Джерико выступала в составе российской команды, была 15-й в спринте и 27-й — в индивидуальной гонке. На юниорском чемпионате Европы 1998 года в Раубичах была шестой в спринте и четвёртой в гонке преследования.
На всемирной зимней Универсиаде 1999 года завоевала серебряные медали в эстафете.
В 2000 году завоевала серебряные медали чемпионата мира по летнему биатлону в Ханты-Мансийске в эстафете (кросс) в составе сборной России вместе со Светланой Дементьевой, Натальей Соколовой и Евгенией Михайловой, а также занимала четвёртые места в спринте и гонке преследования.
На уровне чемпионата России в 2001 году становилась серебряным призёром в командной гонке и бронзовым призёром в эстафете в составе команды Красноярского края.
В 2001 году перешла в сборную Беларуси. Представляла спортивное общество «Динамо» и город Минск.
Дебютировала на Кубке мира в сезоне 2001/02 на этапе в Хохфильцене, заняв 70-е место в спринте. Участвовала в зимней Олимпиаде 2002 года в Солт-Лейк-Сити, где заняла седьмое место в эстафете, 44-е — в спринте и 28-е — в гонке преследования. На этапах Кубка мира (вне крупных турниров) лучшим результатом стали 34-е места в индивидуальной гонке в Поклюке и гонке преследования в Антерсельве. В общем зачёте Кубка мира сезона 2001/02 заняла 79-е место (3 очка).
На чемпионате Европы 2002 года в Контиолахти была девятой в спринте, 22-й — в пасьюте и 15-й — в индивидуальной гонке.
По окончании сезона 2001/02 спортсменка завершила карьеру.

## Личная жизнь
Супруг — Вадим Сашурин, биатлонист сборной Беларуси, дочери Александра (род. 2003) и Мария.